# Rosenberger (cráter)

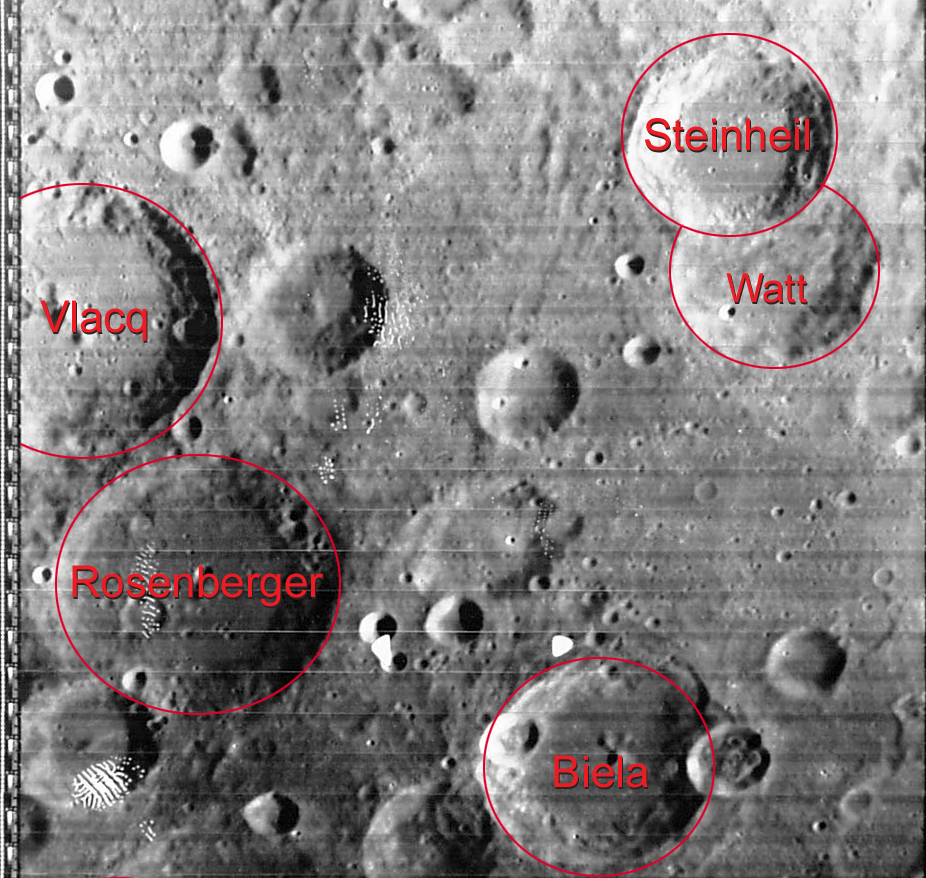
Fotografía de la misión Lunar Orbiter 4

Rosenberger es un antiguo cráter de impacto situado en la parte sureste de la Luna. Debido al escorzo, aparece ovalado cuando se ve desde la Tierra, efecto que desaparece desde las naves en órbita, que muestran que el borde del cráter es casi circular.
Se encuentra en una región rica en cráteres prominentes. El ligeramente más pequeño Vlacq está casi unido al borde exterior del noroeste de Rosenberger. Otros cráteres cercanos son Biela al este, Hagecius al sur-sureste, y Nearch al sur-sudoeste. Vlacq está unido por su lado oeste al cráter Hommel.
|  |

Este cráter ha sido fuertemente erosionado por una historia de impactos, de modo que el borde exterior se ha vuelto redondeado y algo difuso. Como resultado, el cráter posee solamente una subida superficial en los límites del brocal, y forma casi una depresión circular en la superficie. El cráter satélite Rosenberger D, que tiene unos 50 kilómetros de diámetro, invade el borde sur de Rosenberger. Numerosos cráteres de impacto más pequeños y gastados se superponen al resto del borde y la pared interior.
El suelo interior de este cráter forma una superficie relativamente llana que está marcada por varios pequeños cráteres. Al sur-sureste del punto medio aparecen los restos desgastados de un pequeño cráter. En el punto medio posee un pico central bajo, unido a un pequeño cratercillo al norte.

## Cráteres satélite
Por convención estos elementos son identificados en los mapas lunares poniendo la letra en el lado del punto medio del cráter que está más cercano a Rosenberger.
|             | \| Rosenberger \| Coordenadas \| Diámetro \| \| ----------- \| ----------------------------- \| -------- \| \| A \| 53°30′S 47°00′E / -53.5, 47.0 \| 49 km \| \| B \| 51°42′S 46°06′E / -51.7, 46.1 \| 33 km \| \| C \| 52°06′S 42°06′E / -52.1, 42.1 \| 47 km \| \| D \| 57°30′S 42°54′E / -57.5, 42.9 \| 50 km \| \| E \| 59°18′S 43°12′E / -59.3, 43.2 \| 11 km \| \| F \| 56°00′S 40°36′E / -56.0, 40.6 \| 6 km \| \| G \| 53°54′S 41°24′E / -53.9, 41.4 \| 9 km \| \| H \| 55°00′S 46°30′E / -55.0, 46.5 \| 12 km \| \| J \| 52°54′S 43°18′E / -52.9, 43.3 \| 22 km \| \| K \| 54°30′S 47°42′E / -54.5, 47.7 \| 18 km \| \| L \| 52°36′S 44°36′E / -52.6, 44.6 \| 9 km \| \| N \| 54°18′S 44°06′E / -54.3, 44.1 \| 8 km \| \| S \| 55°48′S 42°36′E / -55.8, 42.6 \| 14 km \| \| T \| 56°30′S 43°06′E / -56.5, 43.1 \| 8 km \| \| W \| 58°42′S 42°24′E / -58.7, 42.4 \| 32 km \| |          |
| Rosenberger | Coordenadas | Diámetro |
| A           | 53°30′S 47°00′E / -53.5, 47.0 | 49 km    |
| B           | 51°42′S 46°06′E / -51.7, 46.1 | 33 km    |
| C           | 52°06′S 42°06′E / -52.1, 42.1 | 47 km    |
| D           | 57°30′S 42°54′E / -57.5, 42.9 | 50 km    |
| E           | 59°18′S 43°12′E / -59.3, 43.2 | 11 km    |
| F           | 56°00′S 40°36′E / -56.0, 40.6 | 6 km     |
| G           | 53°54′S 41°24′E / -53.9, 41.4 | 9 km     |
| H           | 55°00′S 46°30′E / -55.0, 46.5 | 12 km    |
| J           | 52°54′S 43°18′E / -52.9, 43.3 | 22 km    |
| K           | 54°30′S 47°42′E / -54.5, 47.7 | 18 km    |
| L           | 52°36′S 44°36′E / -52.6, 44.6 | 9 km     |
| N           | 54°18′S 44°06′E / -54.3, 44.1 | 8 km     |
| S           | 55°48′S 42°36′E / -55.8, 42.6 | 14 km    |
| T           | 56°30′S 43°06′E / -56.5, 43.1 | 8 km     |
| W           | 58°42′S 42°24′E / -58.7, 42.4 | 32 km    |